# 崎元酒造所
合名会社崎元酒造所（さきもとしゅぞうしょ）は、沖縄県八重山郡与那国町に本社を置き、泡盛・花酒を製造・販売する酒造所である。

## 沿革
1927年に米農家19人が出資して設立された久部良酒造所を源流とする与那国島最古の酒造所で、1971年に出資者のひとりにより創業。1975年から1982年にかけて久元泡盛合名会社となり、その後、現在の合名会社崎元酒造所となった。2006年には現在地に工場を移転している。

## 主要銘柄
- 与那国 - 泡盛、花酒
- 花織酒（はなういしゅ） - 花酒
- 海波（かいは） - にごり泡盛[7]
- 波声（はごえ） - 与那国町と友好交流協定を結んでいる北海道礼文町の湧水を割り水として使用した泡盛[8]。